# Sveti Jakov (Mali Lošinj)
Sveti Jakov je priobalno naselje u Hrvatskoj u sastavu Grada Malog Lošinja. Nalazi se u Primorsko-goranskoj županiji.

## Zemljopis
Nalazi se na istočnoj obali otoka Lošinja, južno od Osora i Nerezina, sjeverno od Ćunskog.

## Stanovništvo
| broj stanovnika | 148   | 149   | 159   | 190   | 217   | 244   | 275   | 228   | 210   | 132   | 90    | 50    | 35    | 41    | 37    | 77    | 74    |
|                 | 1857. | 1869. | 1880. | 1890. | 1900. | 1910. | 1921. | 1931. | 1948. | 1953. | 1961. | 1971. | 1981. | 1991. | 2001. | 2011. | 2021. |